# Кайранколь
Кайранколь (каз. Қайранкөл) — село в Жамбылском районе Северо-Казахстанской области Казахстана. Административный центр Кайранкольского сельского округа. Код КАТО — 594647100.
В 8 км к юго-востоку от села находится озеро Шошкалы.

## Население
В 1999 году население села составляло 1252 человека (611 мужчин и 641 женщина). По данным переписи 2009 года, в селе проживало 935 человек (451 мужчина и 484 женщины).

## География
В 5 км северо-восточнее села находится солёное озеро Инжимбай.